# تیم ملی هندبال زامبیا
تیم ملی هندبال زامبیا، نماینده کشور زامبیا در مسابقات بین‌المللی ورزش هندبال است.

## قهرمانی آفریقا
- ۲۰۲۰ - مکان شانزدهم